# Sputnik 20
La Sputnik 20 (también llamada 1962 Alpha Tau 1) fue una sonda espacial soviética originalmente destinada a la exploración de Venus, incluyendo una cápsula de descenso. La sonda era similar a las primeras naves Venera y fue lanzada el 1 de septiembre de 1962 mediante un cohete R-7-SL-6/A-2-e, situándose en órbita geocéntrica. La etapa destinada a sacarla de la órbita terrestre falló debido a causas no aclaradas, reentrando en la atmósfera terrestre y destruyéndose el 6 de septiembre de 1962.